# Hans Bethe
Hans Albrecht Bethe (ur. 2 lipca 1906 w Strasburgu, zm. 6 marca 2005 w Ithace) – amerykański fizyk pochodzenia niemieckiego, laureat Nagrody Nobla z dziedziny fizyki w roku 1967 za prace poświęcone mechanizmom produkcji energii w gwiazdach.

## Życiorys
Urodził się w Strasburgu (wówczas terytorium Niemiec), jego ojcem był fizjolog Albrecht Bethe. Studiował na uniwersytetach we Frankfurcie i Monachium. W roku 1928 uzyskał stopień doktora. Do 1933 prowadził badania naukowe w Niemczech, a po dojściu do władzy Hitlera wyjechał do Anglii, gdzie przez rok pracował na University of Manchester. Następnie przeniósł się do USA i przyjął amerykańskie obywatelstwo. Od 1937 był profesorem fizyki teoretycznej na Cornell University w Ithace, w latach 1943–1956 kierował wydziałem fizyki teoretycznej w ośrodku badań atomowych w Los Alamos. Był delegatem na pierwszą Międzynarodową Konferencję o Zakazie Prób Atomowych w Genewie, gdzie przyczynił się do wynegocjowania traktatu o zakazie prób z bronią jądrową w atmosferze (zob. też lista traktatów ograniczających zbrojenia, traktat o całkowitym zakazie prób z bronią jądrową, układ o nierozprzestrzenianiu broni jądrowej).
Był uważany za jednego z najwybitniejszych specjalistów w dziedzinie teorii jądra atomowego, opracował teorię budowy deuteronu. Prowadził badania w dziedzinie widm absorpcyjnych kryształów, widm atomów i elektrodynamiki kwantowej. Przewidział wartości przekrojów czynnych dla wielu reakcji jądrowych. W 1967 otrzymał Nagrodę Nobla za wkład w teorię reakcji jądrowych, szczególnie za odkrycia dotyczące procesu wyzwalania energii w gwiazdach (tzw. cykl Bethego).
Otrzymał także szereg innych prestiżowych wyróżnień naukowych, m.in. Medal Maxa Plancka (1955), Medal Eddingtona (1961), Medal Bruce (2001). Działał na rzecz pokojowego wykorzystania energii jądrowej.
Jego imię nadano asteroidzie (30828) Bethe. Laureat Medalu Oersteda za nauczanie fizyki (1993).
Laureat Nagrody Enrica Fermiego. W 1984 odznaczony został Pour le Mérite za Naukę i Sztukę